# Rieux (Marne)
Rieux je francouzská obec v departementu Marne v regionu Grand Est. V roce 2015 zde žilo 197 obyvatel.

## Poloha obce
Obec leží u trojmezí departementů Marne – Seine-et-Marne – Aisne, tedy i u trojmezí regionů Grand Est – Île-de-France – Hauts-de-France.
Sousední obce jsou: Dhuys et Morin-en-Brie (Aisne), Mécringes, Montenils (Seine-et-Marne), Morsains a Tréfols.

## Vývoj počtu obyvatel
Počet obyvatel